# مبارك أباد (شاخن)
مبارك أباد (بالإنجليزية: Mobarakabad, South Khorasan)‏ هي مستوطنة تقع في إيران في قسم شاخن الريفي. يقدر عدد سكانها بـ 570 نسمة .